# Strictly Rhythm

Typischer Vinyl-Druck von Strictly Rhythm

Strictly Rhythm ist ein Label im Bereich der Housemusik. Das Logo mit dem Backstein-Hintergrund wurde von Gründer Mark Finkelstein entworfen.

## Geschichte
George Morel, produzierte unter dem Alias Sir James 1989 die dritte Strictly Rhythm-Maxi. „Special“. Diese gilt als eine der meist-gesampleten House-Platten.
Der erste Club-Hit von Strictly Rhythm war „The Warning“ von Logic aus dem Jahr 1990, einem Projekt, an dem auch Roger Sanchez beteiligt war.
Mitte der 90er war Strictly Rhythm international das führende Label für Housemusik. Mehrere Platten erlangten Chartplatzierungen, wie zum Beispiel „I Like to Move It“ von Reel 2 Real. Insgesamt erreichten fünf Reel-2-Real-Stücke die Top 30 und das Album bekam eine Goldene Schallplatte. Auch bekannt ist der Track „Higher State of Consciousness“ von Josh Wink.
Den Höhepunkt seines Erfolgs erreichte Strictly Rhythm schließlich 1997 mit Ultra Natés Song „Free“, später erschienen die Hits „Found a Cure“ oder „New Kind of Medicine“. Strictly Rhythm feierte besonders in England große Erfolge. Mit „King of My Castle“ von Wamdue Project konnte man 1999 erstmals Platz eins der UK-Charts erobern.
Warner Music kaufte die Mehrheit und wollte erreichen, dass das Label wie ein Major arbeitete. Die beiden Geschäftsmodelle passten anscheinend nicht zusammen, da Warner den Betrieb des Labels 2002 einstellte. Ende 2006 wurde der Betrieb des Labels durch eine befreundete Unterstützung mit dem erfolgreichen britischen Label Defected durch die Gründer Mark Finkelstein und Gladys Pizzaro wieder aufgenommen.

## Künstlerauswahl
- Armand Van Helden
- Barbara Tucker
- Colonel Abrams
- Crystal Waters
- David Morales
- DJ Pierre
- DJ Sneak
- E-Culture (Josh Wink & King Britt)
- Erick Morillo
- Ira Levi
- Joey Negro
- Josh Wink
- Kings of Tomorrow
- Louie Vega
- Logic
- Masters at Work
- Maurice Joshua
- Osunlade
- Planet Soul
- Reel 2 Real
- Radio Slave
- Roger Sanchez
- Roy Davis Jr.
- Satoshi Tomiie
- Todd Terry
- Ultra Naté
- Wamdue Project
- Lenny Fontana